# 엘리사 다바로스
얼리사 다벌로스(Elyssa Davalos, 1959년 5월 30일 ~ )는 미국의 배우이다.

## 출연 작품
- 낸시 드류 (2007년)
- 비트윈 더 시트 (1998년) - 레일라 역
- 타이쿠스 (1998년)
- 마지막 생존자 (1993년)
- 장미의 복수 (1993년)
- 리비에라 (1987년)
- 허비 - 흥분하다 (1980년)
- 애플 덤플링 갱 2 (1979년)

### 텔레비전
- 불타는 서부 - 78년 시리즈 (1978-79)
- 미녀 첩보원 (1985-86, Scarecrow and Mrs. King)
- 맥가이버 (1987-88)
- 닥터 슬론 (1993-94)